# Consuelo Martín López
Consuelo Martín López (...) è una modella spagnola, eletta Miss Spagna nel 1974.

## Biografia
Inizialmente l'edizione del 1974 di Miss Spagna, svoltasi a Marbella era stata vinta da Nelly Rodirguez, che però rinunciò al titolo per potersi sposare. La corona quindi fu rilevata dalla seconda classificata Consuelo Martín, detta "Chelo".